# As 12 tradições de Alcoólicos Anônimos
As Doze Tradições de Alcoólicos Anônimos dizem respeito à vida da própria Irmandade. Delineiam os meios pelos quais A.A. mantém sua unidade e se relaciona com o mundo exterior, sua forma de viver e desenvolver-se.
"Em nossas Doze Tradições, temos nos colocado contra quase todas as tendências do mundo "lá fora". Temos negado a nós mesmos o governo pessoal, o profissionalismo e o direito de dizer quais deverão ser nossos membros. Abandonamos a beatice, a reforma e o paternalismo. Recusamos o generoso dinheiro de fora e decidimos viver à nossa custa. Queremos cooperar com praticamente todos, mas não permitimos que nossa sociedade seja unida a nenhuma. Não entramos em controvérsia pública e não discutimos, entre nós, coisas que dividem a sociedade: religião, política e reforma. Temos um único propósito, que é o de levar a mensagem de A.A. para o doente alcoólico que a deseja. Tomamos essas atitudes, não porque pretendemos virtudes especiais ou sabedoria; fazemos essas coisas porque a dura experiência nos tem ensinado que A.A. tem que sobreviver num mundo conturbado como é o de hoje. Nós também abandonamos nossos direitos e nos sacrificamos, porque precisamos e, melhor ainda, por que quisemos. A.A. é uma força maior do que qualquer um de nós; ele precisa continuar existindo ou milhares de alcoólicos como nós certamente morrerão". - Bill Wilson (Co-Fundador de A. A.)

## As 12 tradições[2]
1. Nosso bem-estar comum deve estar em primeiro lugar; a reabilitação individual depende da unidade de A.A;
2. Somente uma autoridade preside, em última análise, o nosso propósito comum - um Deus amantíssimo que Se manifesta em nossa Consciência Coletiva. Nossos líderes são apenas servidores de confiança; não têm poderes para governar;
3. Para ser membro de A.A., o único requisito é o desejo de parar de beber;
4. Cada Grupo deve ser autônomo, salvo em assuntos que digam respeito a outros Grupos ou a A.A. em seu conjunto;
5. Cada Grupo é animado de um único propósito primordial - o de transmitir sua mensagem ao alcoólico que ainda sofre;
6. Nenhum Grupo de A.A. deverá jamais sancionar, financiar ou emprestar o nome de A.A. a qualquer sociedade parecida ou empreendimento alheio à Irmandade, a fim de que problemas de dinheiro, propriedade e prestígio não nos afastem de nosso propósito primordial;
7. Todos os Grupos de A.A. deverão ser absolutamente autossuficientes, rejeitando quaisquer doações de fora;
8. Alcoólicos Anônimos deverá manter-se sempre não profissional, embora nossos centros de serviços possam contratar funcionários especializados;
9. A.A. jamais deverá organizar-se como tal; podemos, porém, criar juntas ou comitês de serviço diretamente responsáveis perante aqueles a quem prestam serviços;
10. Alcoólicos Anônimos não opina sobre questões alheias à Irmandade; portanto, o nome de A.A. jamais deverá aparecer em controvérsias públicas;
11. Nossas relações com o público baseiam-se na atração em vez da promoção; cabe-nos sempre preservar o anonimato pessoal na imprensa, no rádio e em filmes;
12. O anonimato é o alicerce espiritual das nossas Tradições, lembrando-nos sempre da necessidade de colocar os princípios acima das personalidades.

## Escopo
De forma simplificada, pode-se dizer que:
- Os Doze Passos correspondem a questões de foro íntimo de cada membro de Alcoólicos Anônimos. Sua motivação, seu programa pessoal de aperfeiçoamento e manutenção deste;
- As Doze Tradições dizem respeito aos princípios que governam A. A. e suas relações com o mundo exterior;
- Os Doze Conceitos referem-se à relação entre os vários órgãos de serviços de A. A.  e como se coordenam.